# Juravne, Litîn
Juravne (în ucraineană Журавне) este localitatea de reședință a comunei Juravne din raionul Litîn, regiunea Vinnița, Ucraina.

## Demografie
Componența lingvistică a localității Juravne
     Ucraineană (99,4%)
     Alte limbi (0,6%)
Conform recensământului din 2001, majoritatea populației localității Juravne era vorbitoare de ucraineană (99,4%), existând în minoritate și vorbitori de alte limbi.